# Monica Geller
 (janvier 2025).
- Si vous ne connaissez pas le sujet, laissez ce bandeau (vous pouvez alors contacter les auteurs).
- Si vous supprimez le contenu mis en cause (vous pouvez préalablement contacter les auteurs),

argumentez précisément cette suppression dans la page de discussion
(un manque de référence n'est pas un argument ; une recherche réelle de référence doit avoir été effectuée, être formellement documentée).
Pour les articles homonymes, voir Geller.
 (janvier 2024).
Si vous disposez d'ouvrages ou d'articles de référence ou si vous connaissez des sites web de qualité traitant du thème abordé ici, merci de compléter l'article en donnant les références utiles à sa vérifiabilité et en les liant à la section « Notes et références ».
Monica Geller-Bing est un personnage de fiction interprété par Courteney Cox (Voix française : Marie-Christine Darah) dans la sitcom américaine Friends.
Monica, née le 22 avril 1969, est la sœur cadette de Ross Geller et la fille de Jack & Judy Geller. Elle habite un appartement new-yorkais loué en réalité à sa grand-mère : elle le sous-loue tandis que son aïeule est partie vivre en Floride (le loyer étant limité, elle le paye largement en dessous de sa valeur réelle).
Monica a partagé son appartement avec Phoebe Buffay, dont le déménagement est antérieur au début de la série. Phoebe avait peur que leur relation ne se dégrade à cause de l'obsession du ménage de sa meilleure amie, qui commençait à être pesante. Dans le pilote, Monica trouve une nouvelle colocataire : son ancienne meilleure amie de lycée, Rachel Green qui a planté son fiancé Barry Farber à l'autel le jour de leur mariage puis s'est enfuie.

## Son histoire et ses relations avec les autres personnages
Elle a rencontré le meilleur ami de Ross, Chandler Bing, lorsque les deux jeunes hommes étaient à l’université. Monica et Chandler sortiront ensemble dès la fin de la saison 4 et se marieront à la fin de la saison 7.
Monica a rencontré Joey Tribbiani lorsqu’il est devenu le nouveau colocataire puis meilleur ami de Chandler, qui habite sur le même palier qu'elle. Il est révélé dès la première saison que Monica avait craqué sur lui quand ils se sont rencontrés.
La jeune femme devient très vite la « mère poule » du groupe. Elle a tendance à s’occuper de ses amis, en particulier tous les ans lors de la fête de Thanksgiving où elle prépare un gigantesque dîner, s'efforçant de préparer à chacun un menu spécial selon ses goûts.
Dans la saison 4, Rachel, Monica, Chandler et Joey se lancent tout une série de défis et de paris, chaque fois en augmentant les gains. Lors d'un ultime pari (un quizz préparé par Ross) au cours duquel chaque équipe doit répondre à un maximum de questions en lien avec l'équipe adverse, Monica et Rachel ne parviennent pas à battre Chandler et Joey et sont donc obligées de céder leur appartement en échange du leur, à leur grand désespoir mais au grand bonheur de Chandler et Joey. Monica fera tout (rénovation, décoration, cookies) pour que la bande d'amis vienne dans son appartement mais malgré cela il n'y a rien à faire, c'est toujours dans l'autre qu'ils se réunissent. Alors que Chandler et Joey rentrent d'un match de football, ils se rendent compte que Monica et Rachel ont réemménagé dans leur appartement et ont remis toutes leurs affaires dans leurs appartements respectifs (en effet, en pensant faire une surprise aux filles, Chandler découvre en rentrant dans l'appartement que toutes ses affaires et celles de Joey y ont été remises). Afin de garder définitivement leur appartement, Monica et Rachel proposent une offre aux deux garçons : s'embrasser entre elles devant Chandler et Joey pendant 1 minute. Elles changeront la serrure pendant que Joey et Chandler seront absents de l'appartement. Monica sera cependant très affectée et attristée en assistant au départ de Rachel, mais vivra heureuse avec Chandler dans l'appartement tout en continuant à héberger ses amis de temps à autre, notamment Phoebe qui habite un peu plus loin que les 5 autres. Mais en y réfléchissant bien, c'est l'appartement de la bande d'amis.
La série Friends s'achèvera sur le déménagement de Monica et Chandler dans une maison située en banlieue, laissant derrière eux l'appartement mythique aux murs mauves. Ils adopteront également deux enfants avant de partir dans leur nouvelle maison, car ils ne peuvent pas avoir d'enfants par "eux-mêmes".

## Caractère
Dès les premiers instants de Friends, Monica s’impose comme la mère de ses autres amis. C’est d’ailleurs à son initiative que les six acteurs décideront de tout négocier ensemble. Et avec l’arrivée de Rachel, Monica va très vite se positionner comme un refuge. Comme le dira Ross des saisons plus tard, elle est la « glue qui fait tenir le groupe » c'est d'ailleurs dans son appartement que la majorité des scènes ont lieu. De par son métier de chef, Monica est aussi cette maman gâteau qui prépare toujours de bons encas, qui organise Noël, le 31 décembre, Halloween et Thanksgiving.
Bien qu’elle ne soit pas la plus âgée, sa maturité ne fait aucun doute. Son métier est une vocation, elle a le projet d’ouvrir son propre restaurant. Personnellement, elle sait depuis toujours qu’elle veut se marier et surtout avoir des enfants. Il est à la fois triste et ironique que ce soit la seule des 3 héroïnes à ne pas pouvoir concevoir au final.
Elle partage sa stabilité avec Ross alors même que sa relation avec lui a muté avec le temps. De base, elle lui en veut (autant qu’à leurs parents) d’être le fils préféré. Pas étonnant que la jeune femme veuille se réaliser en tant que mère, loin du modèle imposé par la sienne. Ce n’est que tardivement, avec l'histoire avec Chandler que mère et fille sembleront faire la paix.
Le côté obsessionnel de Monica est poussé à son paroxysme. La jeune femme est obsédée par la propreté de son appartement et a un goût prononcé pour le ménage (elle va jusqu’à comparer la laverie automatique où va Phoebe à Disneyland) et le rangement (elle ne supporte pas que ses meubles soient déplacés). Ce trait de personnalité empire au fil des saisons. Dans un épisode, il est dit qu’elle classe ses serviettes de bains en onze catégories, telles que « usage quotidien », « invités », « chics » et « invités chics ». Dans un autre épisode on apprend aussi qu'elle range ses chaussettes dans deux paniers selon qu'elles soient droites ou gauches. Elle pose des étiquettes partout, depuis la vaisselle jusqu’aux photos.
Chandler a bien compris le fonctionnement de sa femme puisqu’il réussit même à la réveiller en lui disant un soir qu’il allait probablement renverser des grains de café en allant se préparer une tasse de café.
Quand Ross annonce à Monica que sa dernière petite amie a un appartement incroyablement mal rangé et sale, elle se rend chez la fille et essaie de la convaincre de la laisser nettoyer son logement car elle n’en dort plus la nuit.
Elle est même obsédée au point de nettoyer les ustensiles de ménage. Par exemple elle nettoie l’aspirateur avec un ramasse-poussière et constate avec dépit l’inexistence d’un aspirateur encore plus petit pour nettoyer le ramasse-poussière.
Mais un comique retournement de situation lors de la saison 8 nous apprend, grâce à Chandler, que Monica n’est pas si bien organisée que cela. En effet, le placard au fond de l’appartement n’est rien d’autre qu’une sorte de cagibi où la jeune femme entasse dans un fouillis indescriptible toutes les vieilleries et autres babioles inutiles qu’elle ne veut pas jeter. Cependant, elle n'acceptera pas que Chandler y range son bazar car elle ne veut pas qu'il mette le désordre dans le cagibi.
Monica est également très colérique. Dans un épisode de la saison 1, il est dit qu’elle a balancé une assiette de rage lors d’une partie de Pictionary. Cette obsession vient certainement du fait qu’elle a toujours pensé que ses parents préféraient Ross, plutôt qu’elle, ce qui l’aurait déterminé à prouver au monde qu’elle peut être la meilleure dans tous les domaines. Monica ne rate jamais une occasion de se mesurer aux autres et, éventuellement, de gagner (notamment lorsqu'ils jouent tous à se lancer une balle. Elle va jusqu'à prendre une journée de congé pour jouer et même au bout de plusieurs heures de jeu, elle ne fatigue pas. Pire, elle veut prendre le contrôle du jeu.
Elle fait aussi preuve d’une incroyable force physique ce qui, couplé avec son obsession de vaincre, fait d’elle une ennemie redoutée, même chez les garçons. Une fois, lorsqu’ils étaient jeunes, Monica a cassé le nez de Ross lors d’un match de football américain qui avait mal tourné.
Son style est aussi remarqué par les spectateurs, concurrençant sur certains points la reconnaissance attribuer à celui de Rachel. Son look se base sur des pièces menswear oversized pour des tenues casual et des vêtements chics, un brin preppy mais aussi très mode pour être un peu plus lookée. Les mini-pulls fins pour le quotidien, les cuissardes pour sortir, les maxi sweatshirts pour rester chez soi...

## Sa famille
La famille Geller inclus deux des personnages principaux de la série : Ross et Monica, Ross étant l'ainée des enfants. Les parents sont très proches de leurs enfants et seront ceux qui apparaitront le plus. Les parents de Monica ne cessent de la critiquer et marquent à tout moment leur préférence pour Ross, son frère. C'est surtout sa mère qui ne cesse de la rabaisser, la critiquant de ne pas se marier assez vite. Son père, lui, le fait plus maladroitement, et essaye de se rattraper tout aussi maladroitement.
Judy Geller est une mère au foyer un peu bourgeoise. Elle ne cesse de dénigrer Monica. Elle repasse après elle pour regonfler ses cousins, quand elle réussit un plat elle lui dit que c'est facile ; quand Ross lui avoue qu'il est divorcé de Carol car celle-ci est lesbienne, elle réprimande Monica car elle le savait mais l'avait caché. Elle poussera inconsciemment Monica dans les bras de Chandler le soir du mariage de Ross avec Emily. La mère de Monica préfère sûrement Ross car elle n'était pas censée pouvoir avoir d'enfant, elle considère donc Ross comme un don.
Jack Geller est connu pour ses remarques déplacés, il fait souvent des réflexions d'ordre sexuel. On ne connait pas sa profession, bien qu'il affirmât à ses beaux-parents qu'il était avocat, cela ne semble pas vrai. Homme irréfléchi et peu assumé, il fumait en cachette et faisait croire à sa femme que c'était Ross. Il préfère Ross car il a toujours voulu un fils pour assurer sa descendance, lui apprendre le baseball, commenter les matchs, etc.

## Ses amours
Malgré quelques aventures sans lendemain, Monica souhaite privilégier les relations de longue durée.
Au début de la série elle sort avec un homme surnommé Bob le Marrant, qui semble être le compagnon idéal. Il plait même à la bande d'amis mais il a un goût prononcé pour l'alcool et lorsque Monica lui demanda d’arrêter de boire, elle découvre que le sobriquet de Bob le Marrant n’avait plus de raison d’être lorsqu’il était à jeun. Finalement, elle décide de boire pour rire à ces histoires, mais il finit par la quitter trouvant qu'elle boit trop.
Dans la saison 2, Monica sort avec un ami de ses parents, le Dr Richard Burke (interprété par Tom Selleck) qui a vingt-et-un ans de plus qu’elle. Ils se séparent car, malgré le désir ardent de Monica d’avoir des enfants, Richard n'est pas prêt à en avoir de nouveau.
Plus tard, alors qu’elle travaille en tant que serveuse dans un fast-food, Monica reçoit la coquette somme de 20 000 $ de pourboire. Le chèque provient d’un très riche homme d’affaires, Pete Becker (interprété par Jon Favreau), qui tombe littéralement sous le charme de la jeune femme. Cet amour n’étant pas réciproque, l'homme d'affaires use de tous les stratagèmes possibles afin de conquérir le cœur de Monica. Ainsi, un soir, il l’emmena à Rome en avion, afin de dîner dans un restaurant italien. Connaissant le goût de Monica pour la gastronomie, il alla même jusqu’à lui offrir son propre restaurant. Alors que la jeune femme commence à éprouver des sentiments pour lui, Pete s’inscrit dans un concours d'Ultimate Fighting où il est battu à plates coutures. Monica, ne supportant pas de le voir blessé et humilié pour un simple jeu, décide de le quitter.
Lors de la saison 4, Monica commence une histoire d’amour avec son ami Chandler lors du mariage de Ross à Londres. Les deux tourtereaux tombent amoureux puis finissent par s’installer ensemble, obligeant Rachel à déménager.
Le couple faillit ne jamais se fiancer, à cause de l’ex-petit ami de Monica, Richard Burke, qui refait surface. Une rencontre par hasard lors de la saison 6 ravive la passion de Richard pour Monica, et cette fois-ci Richard lui déclare être prêt à avoir des enfants. Mais, lorsqu'il réalise que Chandler est sur le point de demander la main de Monica, il se ravise, permettant aux deux jeunes gens de se fiancer.
Par la suite, découvrant qu’ils sont incapables de donner naissance à un bébé, Monica et Chandler décidèrent d’en adopter un. Finalement, ils accueillent des jumeaux : Erica (nom de leur mère biologique) et Jack (prénom du père de Monica).
De Chandler à propos de Monica : "My wife’s an incredible woman. She’s loving and devoted and caring. And don’t tell her I said this, but the woman’s always right… I love my wife more than anything in this world. And I… it kills me that I can’t give her a baby… I really want a kid. And when that day finally comes, I’ll learn how to be a good dad. But my wife… she’s already there. She’s a mother… without a baby… Please?".

## Sa carrière dans la cuisine
Prouvant son dévouement pour la cuisine, Monica va même jusqu'à cuisiner sans cesse chez elle, pour ses amis, sa famille, ses invités… elle cuisine selon ses humeurs, mais cuisine tout le temps (quand elle ne fait pas le ménage). C'est sa passion, et on apprend que ça l'est depuis son plus jeune âge (jeux et dînette lorsqu'elle était enfant, soi-disant qu'elle faisait le meilleur "rien"). C'est d'ailleurs Chandler lorsqu'ils étaient plus jeunes qui involontairement lui a donné l'idée de devenir chef après que Monica lui ait fait un plat de macaroni au fromage.
Dans la quatrième saison lle devient critique gastronomique et se fait embaucher comme chef cuisinière après avoir convaincu un propriétaire de restaurant mécontent de sa critique gastronomique. Ses débuts sont un peu difficiles (plusieurs assistants sont de la même famille que l’ancien chef que Monica remplace), mais réalise ainsi son rêve de devenir chef, au restaurant L’Alessandro’s. Elle conservera la même fonction dans un restaurant de plus grande envergure, Javu, par la suite.

## Ses années d'obésité
Il est vite révélé que Monica fut obèse lorsqu’elle était jeune. Cela donna aux scénaristes quelques idées d’anecdotes à propos de la jeune femme.
Les scénaristes de la série ont souvent employé les flash-backs pour montrer la jeune Monica obèse.